# Liste des monuments historiques protégés en 1960
Cet article recense les monuments historiques français classés ou inscrits en 1960.

## Protections
| Édifice                                                       | Commune                     | Département          | Région                     | Protection | Base Mérimée                         | Coordonnées                        | Image |
| ------------------------------------------------------------- | --------------------------- | -------------------- | -------------------------- | ---------- | ------------------------------------ | ---------------------------------- | ----- |
| Château des Allymes                                           | Ambérieu-en-Bugey           | Ain                  | Auvergne-Rhône-Alpes       | classé     | « PA00116288 », notice no PA00116288 | 45° 58′ 25″ nord, 5° 24′ 37″ est   |       |
| Église Saint-Martial                                          | Deneuille-les-Mines         | Allier               | Auvergne-Rhône-Alpes       | inscrit    | « PA00093081 », notice no PA00093081 | 46° 22′ 44″ nord, 2° 46′ 55″ est   |       |
| Château de Tournon                                            | Tournon-sur-Rhône           | Ardèche              | Auvergne-Rhône-Alpes       | classé     | « PA00116828 », notice no PA00116828 | 45° 04′ 06″ nord, 4° 49′ 54″ est   |       |
| Allée couverte de Giraumont                                   | Saint-Marcel                | Ardennes             | Grand Est                  | classé     | « PA00078502 », notice no PA00078502 | 49° 46′ 11″ nord, 4° 32′ 57″ est   |       |
| Église des Cinq-Plaies-du-Christ                              | Allibaudières               | Aube                 | Grand Est                  | inscrit    | « PA00078016 », notice no PA00078016 | 48° 34′ 58″ nord, 4° 06′ 35″ est   |       |
| Oppidum du Cayla                                              | Mailhac                     | Aude                 | Occitanie                  | classé     | « PA00102755 », notice no PA00102755 | 43° 18′ 35″ nord, 2° 49′ 21″ est   |       |
| Horreum                                                       | Narbonne                    | Aude                 | Occitanie                  | classé     | « PA00102798 », notice no PA00102798 | 43° 11′ 08″ nord, 3° 00′ 17″ est   |       |
| Plateau des Antiques                                          | Saint-Rémy-de-Provence      | Bouches-du-Rhône     | Provence-Alpes-Côte d'Azur | classé     | « PA00081451 », notice no PA00081451 | 43° 46′ 35″ nord, 4° 49′ 52″ est   |       |
| Immeuble des 22 et 24 rue Jean-Eudes à Caen                   | Caen                        | Calvados             | Normandie                  | inscrit    | « PA00111161 », notice no PA00111161 | 49° 10′ 52″ nord, 0° 21′ 55″ ouest |       |
| Château de Grandchamp-le-Château                              | Grandchamp-le-Château       | Calvados             | Normandie                  | inscrit    | « PA00111375 », notice no PA00111375 | 49° 04′ 52″ nord, 0° 04′ 38″ est   |       |
| Église Saint-Vincent                                          | Saint-Flour                 | Cantal               | Auvergne-Rhône-Alpes       | classé     | « PA00093612 », notice no PA00093612 | 45° 02′ 04″ nord, 3° 05′ 36″ est   |       |
| Tumulus du Gros Dognon                                        | Tusson                      | Charente             | Nouvelle-Aquitaine         | inscrit    | « PA00104528 », notice no PA00104528 | 45° 56′ 01″ nord, 0° 04′ 59″ est   |       |
| Tumulus de la Justice                                         | Tusson                      | Charente             | Nouvelle-Aquitaine         | inscrit    | « PA00104529 », notice no PA00104529 | 45° 56′ 19″ nord, 0° 05′ 13″ est   |       |
| Château de Cussigny                                           | Corgoloin                   | Côte-d'Or            | Bourgogne-Franche-Comté    | inscrit    | « PA00112225 », notice no PA00112225 | 47° 04′ 59″ nord, 4° 56′ 53″ est   |       |
| Menhir de Trémarch                                            | Trégastel                   | Côtes-d'Armor        | Bretagne                   | classé     | « PA00089693 », notice no PA00089693 | 48° 48′ 08″ nord, 3° 29′ 55″ ouest |       |
| Église Saint-Barthélémy de Chénérailles                       | Chénérailles                | Creuse               | Nouvelle-Aquitaine         | inscrit    | « PA00100044 », notice no PA00100044 | 46° 06′ 51″ nord, 2° 10′ 28″ est   |       |
| Tumulus de Bougon                                             | Bougon                      | Deux-Sèvres          | Nouvelle-Aquitaine         | classé     | « PA00101197 », notice no PA00101197 | 46° 22′ 26″ nord, 0° 04′ 03″ ouest |       |
| Chapelle Saint-Michel d'Auberoche                             | Le Change                   | Dordogne             | Nouvelle-Aquitaine         | classé     | « PA00082473 », notice no PA00082473 | 45° 12′ 32″ nord, 0° 53′ 48″ est   |       |
| Dolmen de Peyrelevade                                         | Condat-sur-Trincou          | Dordogne             | Nouvelle-Aquitaine         | classé     | « PA00082494 », notice no PA00082494 | 45° 22′ 13″ nord, 0° 42′ 05″ est   |       |
| Halle centrale                                                | Monpazier                   | Dordogne             | Nouvelle-Aquitaine         | classé     | « PA00082655 », notice no PA00082655 | 44° 40′ 48″ nord, 0° 53′ 40″ est   |       |
| Gisement préhistorique de La Balutie                          | Montignac-Lascaux           | Dordogne             | Nouvelle-Aquitaine         | classé     | « PA00082694 », notice no PA00082694 | 45° 03′ 00″ nord, 1° 10′ 39″ est   |       |
| Peyre d'Ermale                                                | Paussac-et-Saint-Vivien     | Dordogne             | Nouvelle-Aquitaine         | inscrit    | « PA00082720 », notice no PA00082720 | 45° 20′ 35″ nord, 0° 31′ 42″ est   |       |
| Dolmen de Peyrelevade                                         | Paussac-et-Saint-Vivien     | Dordogne             | Nouvelle-Aquitaine         | inscrit    | « PA00082721 », notice no PA00082721 | 45° 19′ 50″ nord, 0° 31′ 50″ est   |       |
| Hôtel de la Division                                          | Périgueux                   | Dordogne             | Nouvelle-Aquitaine         | inscrit    | « PA00082731 », notice no PA00082731 | 45° 11′ 15″ nord, 0° 43′ 19″ est   |       |
| Gisement préhistorique de la Ferrassie                        | Savignac-de-Miremont        | Dordogne             | Nouvelle-Aquitaine         | classé     | « PA00082992 », notice no PA00082992 | 44° 57′ 06″ nord, 0° 56′ 16″ est   |       |
| Ancienne abbaye Saint-Pierre-ès-Liens                         | Tourtoirac                  | Dordogne             | Nouvelle-Aquitaine         | classé     | « PA00083026 », notice no PA00083026 | 45° 16′ 15″ nord, 1° 03′ 36″ est   |       |
| Dolmen de Laprougès                                           | Valeuil                     | Dordogne             | Nouvelle-Aquitaine         | classé     | « PA00083044 », notice no PA00083044 | 45° 19′ 04″ nord, 0° 38′ 48″ est   |       |
| Chapelle Sainte-Madeleine                                     | Romans-sur-Isère            | Drôme                | Auvergne-Rhône-Alpes       | inscrit    | « PA00117025 », notice no PA00117025 | 45° 02′ 34″ nord, 5° 02′ 58″ est   |       |
| Église Saint-Cyr-et-Sainte-Julitte d'Anet                     | Anet                        | Eure-et-Loir         | Centre-Val de Loire        | classé     | « PA00096957 », notice no PA00096957 | 48° 51′ 14″ nord, 1° 26′ 20″ est   |       |
| Château d'Houville-la-Branche                                 | Houville-la-Branche         | Eure-et-Loir         | Centre-Val de Loire        | inscrit    | « PA00097122 », notice no PA00097122 | 48° 26′ 37″ nord, 1° 38′ 21″ est   |       |
| Chapelle Sainte-Nonne de Dirinon                              | Dirinon                     | Finistère            | Bretagne                   | classé     | « PA00089907 », notice no PA00089907 | 48° 23′ 52″ nord, 4° 16′ 09″ ouest |       |
| Dolmen de la pointe de la Torche                              | Plomeur                     | Finistère            | Bretagne                   | classé     | « PA00090190 », notice no PA00090190 | 47° 50′ 14″ nord, 4° 21′ 12″ ouest |       |
| Allée couverte de Plouescat                                   | Plouescat                   | Finistère            | Bretagne                   | classé     | « PA00090215 », notice no PA00090215 | 48° 39′ 25″ nord, 4° 12′ 58″ ouest |       |
| Maison                                                        | Gimont                      | Gers                 | Occitanie                  | inscrit    | « PA00094806 », notice no PA00094806 | 43° 37′ 38″ nord, 0° 52′ 30″ est   |       |
| Église Saint-Michel de Lavardens                              | Lavardens                   | Gers                 | Occitanie                  | classé     | « PA00094837 », notice no PA00094837 | 43° 45′ 39″ nord, 0° 30′ 43″ est   |       |
| Église Saint-Michel de Pessan                                 | Pessan                      | Gers                 | Occitanie                  | classé     | « PA00094889 », notice no PA00094889 | 43° 37′ 15″ nord, 0° 38′ 57″ est   |       |
| Église Saint-Jean-Baptiste de Préchac-sur-Adour               | Préchac-sur-Adour           | Gers                 | Occitanie                  | inscrit    | « PA00094895 », notice no PA00094895 | 43° 36′ 19″ nord, 0° 00′ 17″ ouest |       |
| Château des Quat'Sos                                          | Réole (La)                  | Gironde              | Nouvelle-Aquitaine         | classé     | « PA00083694 », notice no PA00083694 | 44° 34′ 53″ nord, 0° 02′ 36″ ouest |       |
| Maison                                                        | Riquewihr                   | Haut-Rhin            | Grand Est                  | inscrit    | « PA00085615 », notice no PA00085615 | 48° 10′ 00″ nord, 7° 17′ 54″ est   |       |
| Église Saint-Blaise de Benque-Dessus                          | Benque-Dessous-et-Dessus    | Haute-Garonne        | Occitanie                  | classé     | « PA00094289 », notice no PA00094289 | 42° 49′ 05″ nord, 0° 33′ 04″ est   |       |
| Thermes gallo-romains de Montoulieu-Saint-Bernard             | Montoulieu-Saint-Bernard    | Haute-Garonne        | Occitanie                  | classé     | « PA00094398 », notice no PA00094398 | 43° 14′ 22″ nord, 0° 54′ 41″ est   |       |
| Église Notre-Dame-de-l'Assomption de Blassac                  | Blassac                     | Haute-Loire          | Auvergne-Rhône-Alpes       | classé     | « PA00092605 », notice no PA00092605 | 45° 10′ 15″ nord, 3° 24′ 03″ est   |       |
| Église de l'Exaltation-de-la-Sainte-Croix de Poyans           | Poyans                      | Haute-Saône          | Bourgogne-Franche-Comté    | classé     | « PA00102256 », notice no PA00102256 | 47° 26′ 48″ nord, 5° 28′ 11″ est   |       |
| Château de Sales                                              | Fillière                    | Haute-Savoie         | Auvergne-Rhône-Alpes       | inscrit    | « PA00118464 », notice no PA00118464 | 45° 59′ 40″ nord, 6° 15′ 30″ est   |       |
| Château de Coussac-Bonneval                                   | Coussac-Bonneval            | Haute-Vienne         | Nouvelle-Aquitaine         | inscrit    | « PA00100289 », notice no PA00100289 | 45° 30′ 43″ nord, 1° 19′ 32″ est   |       |
| Église Notre-Dame de Bourisp                                  | Bourisp                     | Hautes-Pyrénées      | Occitanie                  | classé     | « PA00095354 », notice no PA00095354 | 42° 49′ 42″ nord, 0° 20′ 20″ est   |       |
| Église Saint-Cyr-et-Sainte-Julitte de Castelnau-Rivière-Basse | Castelnau-Rivière-Basse     | Hautes-Pyrénées      | Occitanie                  | inscrit    | « PA00095363 », notice no PA00095363 | 43° 34′ 49″ nord, 0° 01′ 34″ ouest |       |
| Église de l'Invention-de-Saint-Étienne de Castries            | Castries                    | Hérault              | Occitanie                  | classé     | « PA00103411 », notice no PA00103411 | 43° 40′ 39″ nord, 3° 59′ 10″ est   |       |
| Oppidum de la Roque                                           | Fabrègues                   | Hérault              | Occitanie                  | classé     | « PA00103450 », notice no PA00103450 | 43° 33′ 19″ nord, 3° 48′ 32″ est   |       |
| Tour de Montady                                               | Montady                     | Hérault              | Occitanie                  | inscrit    | « PA00103511 », notice no PA00103511 | 43° 19′ 47″ nord, 3° 07′ 08″ est   |       |
| Les roches du diable (deux mégalithes)                        | Miniac-sous-Bécherel        | Ille-et-Vilaine      | Bretagne                   | classé     | « PA00090631 », notice no PA00090631 | 48° 16′ 53″ nord, 1° 55′ 35″ ouest |       |
| Château du Bouchet                                            | Rosnay                      | Indre                | Centre-Val de Loire        | classé     | « PA00097442 », notice no PA00097442 | 46° 43′ 07″ nord, 1° 10′ 22″ est   |       |
| Manoir de la Boissière                                        | Athée-sur-Cher              | Indre-et-Loire       | Centre-Val de Loire        | inscrit    | « PA00097536 », notice no PA00097536 | 47° 20′ 06″ nord, 0° 56′ 09″ est   |       |
| Maison canoniale du Curé                                      | Tours                       | Indre-et-Loire       | Centre-Val de Loire        | classé     | « PA00098253 », notice no PA00098253 | 47° 23′ 45″ nord, 0° 41′ 40″ est   |       |
| Château de Serviantin                                         | Biviers                     | Isère                | Auvergne-Rhône-Alpes       | inscrit    | « PA00117123 », notice no PA00117123 | 45° 14′ 04″ nord, 5° 48′ 33″ est   |       |
| Château de Chitenay                                           | Chitenay                    | Loir-et-Cher         | Centre-Val de Loire        | inscrit    | « PA00098416 », notice no PA00098416 | 47° 29′ 37″ nord, 1° 22′ 41″ est   |       |
| Menhir de Haute-Lande                                         | Les Sorinières              | Loire-Atlantique     | Pays de la Loire           | inscrit    | « PA00108832 », notice no PA00108832 | 47° 09′ 28″ nord, 1° 31′ 30″ ouest |       |
| Église Saint-Paul                                             | Orléans                     | Loiret               | Centre-Val de Loire        | classé     | « PA00098845 », notice no PA00098845 | 47° 54′ 01″ nord, 1° 54′ 07″ est   |       |
| Église de la Très-Sainte-Trinité de La Selle-sur-le-Bied      | La Selle-sur-le-Bied        | Loiret               | Centre-Val de Loire        | classé     | « PA00099020 », notice no PA00099020 | 48° 03′ 48″ nord, 2° 53′ 45″ est   |       |
| Château de Ferrières                                          | Sérignac                    | Lot                  | Occitanie                  | inscrit    | « PA00095260 », notice no PA00095260 | 44° 25′ 18″ nord, 1° 04′ 44″ est   |       |
| Château de Thégra                                             | Thégra                      | Lot                  | Occitanie                  | inscrit    | « PA00095271 », notice no PA00095271 | 44° 49′ 15″ nord, 1° 45′ 25″ est   |       |
| Pont roman de Barbaste                                        | Barbaste                    | Lot-et-Garonne       | Nouvelle-Aquitaine         | classé     | « PA00084071 », notice no PA00084071 | 44° 10′ 13″ nord, 0° 17′ 20″ est   |       |
| Château de Clermont-Soubiran                                  | Clermont-Soubiran           | Lot-et-Garonne       | Nouvelle-Aquitaine         | inscrit    | « PA00084095 », notice no PA00084095 | 44° 08′ 22″ nord, 0° 49′ 57″ est   |       |
| Monastère Saint-Sauveur du Rozier                             | Le Rozier                   | Lozère               | Occitanie                  | inscrit    | « PA00103909 », notice no PA00103909 | 44° 11′ 30″ nord, 3° 12′ 24″ est   |       |
| Prieuré de Saint-Augustin-lès-Angers                          | Angers                      | Maine-et-Loire       | Pays de la Loire           | classé     | « PA00108876 », notice no PA00108876 | 47° 26′ 51″ nord, 0° 31′ 35″ ouest |       |
| Château Stanislas                                             | Commercy                    | Meuse                | Grand Est                  | classé     | « PA00106510 », notice no PA00106510 | 48° 45′ 48″ nord, 5° 35′ 30″ est   |       |
| Château de Trémoar                                            | Berric                      | Morbihan             | Bretagne                   | inscrit    | « PA00091032 », notice no PA00091032 | 47° 38′ 02″ nord, 2° 33′ 58″ ouest |       |
| Église Saint-Cornély de Carnac                                | Carnac                      | Morbihan             | Bretagne                   | classé     | « PA00091103 », notice no PA00091103 | 47° 35′ 00″ nord, 3° 04′ 44″ ouest |       |
| Fort du Loch                                                  | Guidel                      | Morbihan             | Bretagne                   | inscrit    | « PA00091259 », notice no PA00091259 | 47° 45′ 05″ nord, 3° 30′ 33″ ouest |       |
| Tumulus d'Etal-Berder                                         | Larmor-Baden                | Morbihan             | Bretagne                   | inscrit    | « PA00091356 », notice no PA00091356 | 47° 34′ 57″ nord, 2° 53′ 30″ ouest |       |
| Église Saint-Jean-Baptiste de Valmunster                      | Valmunster                  | Moselle              | Grand Est                  | inscrit    | « PA00107019 », notice no PA00107019 | 49° 14′ 26″ nord, 6° 30′ 39″ est   |       |
| Château d'Hénonville                                          | Hénonville                  | Oise                 | Hauts-de-France            | classé     | « PA00114712 », notice no PA00114712 | 49° 12′ 23″ nord, 2° 03′ 12″ est   |       |
| Église Saint-Félix de Saint-Félix                             | Saint-Félix                 | Oise                 | Hauts-de-France            | inscrit    | « PA00114857 », notice no PA00114857 | 49° 21′ 00″ nord, 2° 16′ 52″ est   |       |
| Hôtel Radigue                                                 | Alençon                     | Orne                 | Normandie                  | inscrit    | « PA00110697 », notice no PA00110697 | 48° 25′ 49″ nord, 0° 05′ 16″ est   |       |
| Hôtel Saint-James et d'Albany                                 | 1er arrondissement de Paris | Paris                | Île-de-France              | inscrit    | « PA00085837 », notice no PA00085837 | 48° 51′ 53″ nord, 2° 19′ 51″ est   |       |
| Hôtel d'Aubray                                                | 4e arrondissement de Paris  | Paris                | Île-de-France              | inscrit    | « PA00086275 », notice no PA00086275 | 48° 51′ 12″ nord, 2° 21′ 45″ est   |       |
| Église Saint-Vital-et-Saint-Agricol de Bulhon                 | Bulhon                      | Puy-de-Dôme          | Auvergne-Rhône-Alpes       | classé     | « PA00091926 », notice no PA00091926 | 45° 53′ 41″ nord, 3° 23′ 05″ est   |       |
| Salle capitulaire de l'abbaye d'Issoire                       | Issoire                     | Puy-de-Dôme          | Auvergne-Rhône-Alpes       | classé     | « PA00092138 », notice no PA00092138 | 45° 32′ 36″ nord, 3° 15′ 01″ est   |       |
| Croix de chemin de Barnazat                                   | Saint-Denis-Combarnazat     | Puy-de-Dôme          | Auvergne-Rhône-Alpes       | classé     | « PA00092347 », notice no PA00092347 | 45° 58′ 58″ nord, 3° 20′ 55″ est   |       |
| Église Sainte-Radegonde de Saurier                            | Saurier                     | Puy-de-Dôme          | Auvergne-Rhône-Alpes       | inscrit    | « PA00092405 », notice no PA00092405 | 45° 32′ 19″ nord, 3° 02′ 36″ est   |       |
| Tumuli d'Ibarletta                                            | Alçay-Alçabéhéty-Sunharette | Pyrénées-Atlantiques | Nouvelle-Aquitaine         | inscrit    | « PA00084308 », notice no PA00084308 | 43° 05′ 33″ nord, 0° 58′ 36″ ouest |       |
| Tumuli d'Ibarnaba                                             | Alçay-Alçabéhéty-Sunharette | Pyrénées-Atlantiques | Nouvelle-Aquitaine         | inscrit    | « PA00084309 », notice no PA00084309 | 43° 05′ 38″ nord, 0° 58′ 29″ ouest |       |
| Château de Fanget                                             | Thèze                       | Pyrénées-Atlantiques | Nouvelle-Aquitaine         | inscrit    | « PA00084534 », notice no PA00084534 | 43° 28′ 34″ nord, 0° 20′ 54″ ouest |       |
| Chapelle Saint-Vincent d'Eus                                  | Eus                         | Pyrénées-Orientales  | Occitanie                  | classé     | « PA00104025 », notice no PA00104025 | 42° 38′ 24″ nord, 2° 27′ 14″ est   |       |
| Église Sainte-Léocadie de Sainte-Léocadie                     | Sainte-Léocadie             | Pyrénées-Orientales  | Occitanie                  | classé     | « PA00104121 », notice no PA00104121 | 42° 26′ 13″ nord, 2° 00′ 16″ est   |       |
| Aqueduc du Gier                                               | 5e arrondissement de Lyon   | Rhône                | Auvergne-Rhône-Alpes       | classé     | « PA00117782 », notice no PA00117782 | 45° 45′ 34″ nord, 4° 48′ 54″ est   |       |
| Égout romain                                                  | 5e arrondissement de Lyon   | Rhône                | Auvergne-Rhône-Alpes       | classé     | « PA00117806 », notice no PA00117806 | 45° 45′ 46″ nord, 4° 49′ 17″ est   |       |
| Abbaye                                                        | Cluny                       | Saône-et-Loire       | Bourgogne-Franche-Comté    | classé     | « PA00113220 », notice no PA00113220 | 46° 26′ 05″ nord, 4° 39′ 31″ est   |       |
| Château de Rully                                              | Rully                       | Saône-et-Loire       | Bourgogne-Franche-Comté    | inscrit    | « PA00113411 », notice no PA00113411 | 46° 52′ 09″ nord, 4° 44′ 07″ est   |       |
| Château des ducs de Savoie                                    | Chambéry                    | Savoie               | Auvergne-Rhône-Alpes       | classé     | « PA00118227 », notice no PA00118227 | 45° 33′ 52″ nord, 5° 55′ 04″ est   |       |
| Château de Noyen-sur-Seine                                    | Noyen-sur-Seine             | Seine-et-Marne       | Île-de-France              | classé     | « PA00087182 », notice no PA00087182 | 48° 27′ 15″ nord, 3° 21′ 11″ est   |       |
| Couvent des Cordelières                                       | Provins                     | Seine-et-Marne       | Île-de-France              | classé     | « PA00087201 », notice no PA00087201 | 48° 34′ 05″ nord, 3° 17′ 49″ est   |       |
| Maison                                                        | Caudebec-en-Caux            | Seine-Maritime       | Normandie                  | inscrit    | « PA00100600 », notice no PA00100600 | 49° 31′ 35″ nord, 0° 43′ 18″ est   |       |
| Maison                                                        | Caudebec-en-Caux            | Seine-Maritime       | Normandie                  | inscrit    | « PA00100601 », notice no PA00100601 | 49° 31′ 36″ nord, 0° 43′ 18″ est   |       |
| Maison                                                        | Caudebec-en-Caux            | Seine-Maritime       | Normandie                  | inscrit    | « PA00100602 », notice no PA00100602 | 49° 31′ 36″ nord, 0° 43′ 17″ est   |       |
| Halle d'Hornoy-le-Bourg                                       | Hornoy-le-Bourg             | Somme                | Hauts-de-France            | inscrit    | « PA00116181 », notice no PA00116181 | 49° 50′ 45″ nord, 1° 53′ 56″ est   |       |
| Abbaye de Saint-Riquier                                       | Saint-Riquier               | Somme                | Hauts-de-France            | classé     | « PA00116244 », notice no PA00116244 | 50° 08′ 03″ nord, 1° 56′ 55″ est   |       |
| Maison                                                        | Castres                     | Tarn                 | Occitanie                  | inscrit    | « PA00095516 », notice no PA00095516 | 43° 36′ 27″ nord, 2° 14′ 22″ est   |       |
| Hôtel du comte de Saint-Maur                                  | Castres                     | Tarn                 | Occitanie                  | inscrit    | « PA00095514 », notice no PA00095514 | 43° 36′ 16″ nord, 2° 14′ 40″ est   |       |
| Maison Defos                                                  | Castres                     | Tarn                 | Occitanie                  | inscrit    | « PA00095517 », notice no PA00095517 | 43° 36′ 18″ nord, 2° 14′ 23″ est   |       |
| Pont de Lavaur                                                | Lavaur                      | Tarn                 | Occitanie                  | inscrit    | « PA00095586 », notice no PA00095586 | 43° 42′ 05″ nord, 1° 49′ 25″ est   |       |
| Église des Pénitents blancs de Rabastens                      | Rabastens                   | Tarn                 | Occitanie                  | inscrit    | « PA00095622 », notice no PA00095622 | 43° 49′ 22″ nord, 1° 43′ 33″ est   |       |
| Maison                                                        | Rabastens                   | Tarn                 | Occitanie                  | inscrit    | « PA00095624 », notice no PA00095624 | 43° 49′ 15″ nord, 1° 43′ 28″ est   |       |
| Château de Saint-Amans-Valtoret                               | Saint-Amans-Valtoret        | Tarn                 | Occitanie                  | inscrit    | « PA00095631 », notice no PA00095631 | 43° 28′ 53″ nord, 2° 29′ 24″ est   |       |
| Église Saint-Pierre-de-Monestiers de Saint-Gauzens            | Saint-Gauzens               | Tarn                 | Occitanie                  | classé     | « PA00095635 », notice no PA00095635 | 43° 45′ 07″ nord, 1° 51′ 39″ est   |       |
| Dolmen du Gouty                                               | Valderiès                   | Tarn                 | Occitanie                  | classé     | « PA00095652 », notice no PA00095652 | 44° 00′ 59″ nord, 2° 16′ 07″ est   |       |
| Abbaye Saint-Pierre de Moissac                                | Moissac                     | Tarn-et-Garonne      | Occitanie                  | classé     | « PA00095785 », notice no PA00095785 | 44° 06′ 19″ nord, 1° 05′ 04″ est   |       |
| Butte Cavalière                                               | La Garnache                 | Vendée               | Pays de la Loire           | inscrit    | « PA00110126 », notice no PA00110126 | 46° 53′ 20″ nord, 1° 49′ 57″ ouest |       |
| Chapelle du Saulce                                            | Island                      | Yonne                | Bourgogne-Franche-Comté    | classé     | « PA00113697 », notice no PA00113697 | 47° 27′ 54″ nord, 3° 49′ 26″ est   |       |
| Abbaye de Pontigny                                            | Pontigny                    | Yonne                | Bourgogne-Franche-Comté    | classé     | « PA00113788 », notice no PA00113788 | 47° 54′ 35″ nord, 3° 42′ 49″ est   |       |
| Portail Renaissance (Saint-Bris-le-Vineux)                    | Saint-Bris-le-Vineux        | Yonne                | Bourgogne-Franche-Comté    | classé     | « PA00113806 », notice no PA00113806 | 47° 44′ 40″ nord, 3° 38′ 52″ est   |       |
| Hôpital Saint-Jean (ancienne abbaye Saint-Jean)               | Sens                        | Yonne                | Bourgogne-Franche-Comté    | inscrit    | « PA00113860 », notice no PA00113860 | 48° 11′ 53″ nord, 3° 17′ 35″ est   |       |
| Maison                                                        | Sens                        | Yonne                | Bourgogne-Franche-Comté    | inscrit    | « PA00113871 », notice no PA00113871 | 48° 11′ 54″ nord, 3° 17′ 02″ est   |       |
| Église Saint-Étienne de Vézelay                               | Vézelay                     | Yonne                | Bourgogne-Franche-Comté    | inscrit    | « PA00113933 », notice no PA00113933 | 47° 27′ 49″ nord, 3° 44′ 34″ est   |       |
| Terrains de la plaine des Mortemets                           | Versailles                  | Yvelines             | Île-de-France              | classé     | « PA00087684 », notice no PA00087684 | 48° 47′ 59″ nord, 2° 06′ 28″ est   |       |